# Stade Gehaz El Reyada
Le Stade Gehaz El Reyada (en arabe : ستاد جهاز الرياضة العسكري), est un stade omnisports égyptien, servant principalement pour le football, situé au Caire, la capitale du pays.
Doté de 20 000 places, le stade sert d'enceinte à domicile pour le club de football de Tala'ea El Geish.